# Allondrelle-la-Malmaison
Allondrelle-la-Malmaison är en kommun i departementet Meurthe-et-Moselle i regionen Grand Est (tidigare regionen Lorraine) i nordöstra Frankrike. Kommunen ligger i kantonen Longuyon som tillhör arrondissementet Briey. År 2022 hade Allondrelle-la-Malmaison 634 invånare.

## Befolkningsutveckling
Antalet invånare i kommunen Allondrelle-la-Malmaison
| Referens: INSEE |